# HMS Kilbride
L'HMS Kilbride va ser un sloop de guerra de la classe Kil, que també es coneixien com a barques de canó, construït per a la Royal Navy durant la Primera Guerra Mundial. Va ser dissenyat per a la guerra antisubmarina, però es va completar massa tard per ser utilitzat àmpliament en aquest paper durant la guerra. La classe va ser dissenyada amb la intenció de confondre els espies submarins i, per això, es van pintar en un camuflatge enlluernador.
El Kilbride va entrar en servei cap al final de la guerra, i es va vendre per a ús comercial l'any 1920. Posteriorment es va vendre a propietaris italians i va ser enfonsat el 1943.

## Construcció i disseny
La classe Kil estava destinada com a nau de patrulla i d'escolta per dotar la patrulla auxiliar amb una millor protecció al mar i una major resistència i velocitat que els arrossegadors que utilitzaven i que es construïen per a la seva patrulla auxiliar. A partir de juliol de 1917 es van realitzar grans comandes (que finalment van arribar als 85 vaixells) per al nou disseny d'"arrossegadors ràpids". El tipus va ser classificat de nou com a patrulla de canó el gener de 1918. Els vaixells tenien 55 m. de llargada total i 52 m. de longitud entre perpendiculars, amb una mànega de 9,1 m. i un calat de 3,20 m. El desplaçament va ser de 895 tones de llargada normals. Les naus tenien un casc simètric de doble extrem, amb proa i popa idèntiques, per tal de fer més difícil als submarins enemics estimar el recorregut del buc.
Funcionaven amb una sola màquina de vapor de triple expansió, amb vapor proveït d'una caldera cilíndrica de carbó. La maquinària tenia una potència de 1.000 kW, donant una velocitat de 13 nusos (24 km/h). L'armament de disseny era un únic canó de 4 polzades, amb almenys sis càrregues de profunditat. Els vaixells tenien una tripulació de 39 oficials i altres tripulants.
El vaixell de guerra salpà a la mar des de la drassana de Hall Russell d'Aberdeen el 21 d'agost de 1918.

## Motí
El 13 de gener de 1919 va haver-hi un motí a bord mentre el vaixell estava atracat al port gal·lès d'Aberdaugleddau. Vuit homes van ser jutjats per acusació de motí no violent i condemnats a 2 anys i 90 dies de treballs forçosos, després de l'acomiadament.

## Venda i ús civil
El vaixell de guerra es va vendre el 14 de febrer de 1920 a Robinson, Brown & Joplin per a la seva conversió a ús civil i revenda i se li va canviar el nom a «Scotsgap». Posteriorment va ser rebatejat amb el nom de «Rebus» i després «Poggioreale». Cap al 1930, es va registrar el vaixell a Gènova com a «Nino di Gailura», i l'any 1933 com a «Alfredo», moment en el qual se'l va reconfigurar a amb un motor de petroli. Va romandre al Lloyd's Register fins a principis de 1943, però aquell mateix any va ser-hi inclòs com a pèrdua de guerra.